# Onderstation Westerpark

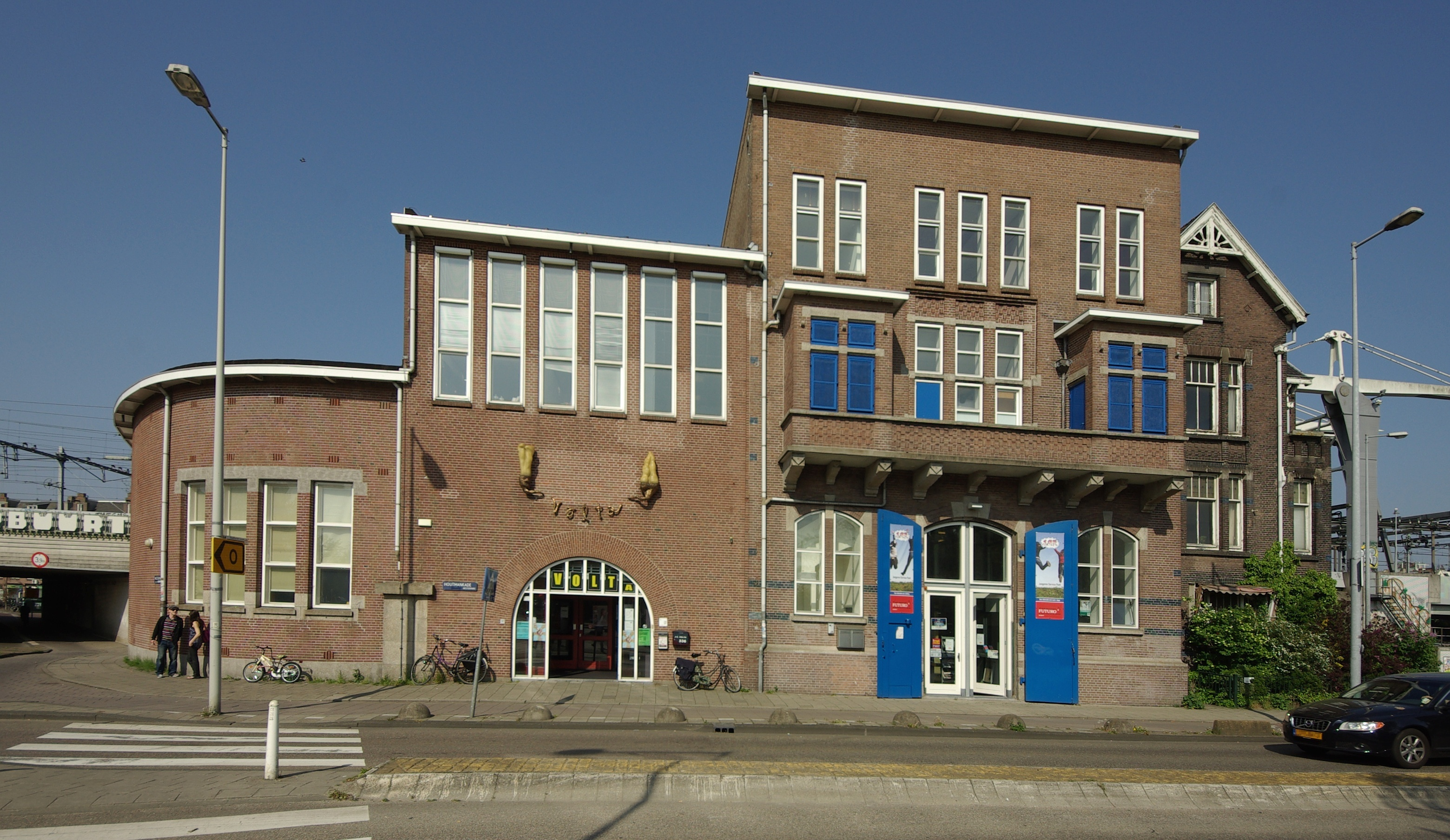
Voormalig onderstation van het GEB Amsterdam bij het Westerpark. Links een latere aanbouw uit 1922 (nu jongerencentrum), rechts een woonhuis.

Onderstation Westerpark is een voormalig onderstation in de Nederlandse stad Amsterdam. Het onderstation aan de Houtmankade 334 werd omstreeks 1915 door de Dienst der Publieke Werken ontworpen in opdracht van de Gemeente-Electriciteitswerken, een voorloper van het Amsterdamse GEB. Een uitbreiding van het station in 1922 is van de hand van Albert Boeken (1891-1951). Het gebouw is niet meer in gebruik als onderstation maar huisvest nu een jongerencentrum met de toepasselijke naam Volta.